# Верховцы (Львовская область)
Верховцы (укр. Верхівці) — село в Бисковичской сельской общине Самборского района Львовской области Украины.
Население по переписи 2001 года составляло 1047 человек. Занимает площадь 9,465 км². Почтовый индекс — 81421. Телефонный код — 3236.

## История
В 1946 году указом ПВС УССР село Райтаровичи переименовано в Верховцы.